# NGC 7264
NGC 7264 (другие обозначения — PGC 68658, UGC 12001, MCG 6-49-5, ZWG 514.14, IRAS22200+3608) — спиральная галактика (Sb) в созвездии Ящерица.
Этот объект входит в число перечисленных в оригинальной редакции «Нового общего каталога».